# 金佛山美容杜鹃
金佛山美容杜鹃（学名：Rhododendron calophytum var. jinfuense）为杜鹃花科杜鵑花屬下的一个变种。